# 4 Walls
4 Walls – czwarty album studyjny południowokoreańskiej grupy f(x), wydany 27 października 2015 roku przez wytwórnię SM Entertainment. To pierwszy album wydany po odejściu Sulli z zespołu. Był promowany przez singel o tym samym tytule. Osiągnął 1 pozycję na listach przebojów w Korei Południowej.
Album sprzedał się w nakładzie 77 915 egzemplarzy (stan na marzec 2016).

## Lista utworów
| Nr  | Tytuł                 | Słowa                      | Muzyka                                                                                            | Czas |
| --- | --------------------- | -------------------------- | ------------------------------------------------------------------------------------------------- | ---- |
| 1.  | "4 Walls"             | Lee Seu-ran                | LDN Noise, Tay Jasper, Adrian McKinnon Produkcja: LDN Noise                                       | 3:27 |
| 2.  | "Glitter"             | Lee Seu-ran                | Andreas Öberg,Maria Marcus                                                                        | 2:59 |
| 3.  | "Deja Vu"             | Jo Yoon-kyung              | Nermin Harambasic, Camilla North, Lloyd Lawrence Lorenz, Adam Kapit, Ryan S. Jhun, Kine J. Hansen | 3:40 |
| 4.  | "X"                   | Kim In-hyung, Shin Hye-sun | Jhun, Nicolas Jack Scapa (10K Islands), Anjulie Persaud, Brian Robertson, Fransisca Hall          | 3:23 |
| 5.  | "Rude Love"           | 100% Seo-jeong             | LDN Noise, Syron, Andrew Jackson                                                                  | 4:18 |
| 6.  | "Diamond"             | Young-hu Kim               | Jhun, Taylor Parks, Jussi Karvinen                                                                | 3:59 |
| 7.  | "Traveler"(feat. Zico | JQ, Kim Jin-ju, Zico       | The Stereotypes                                                                                   | 3:38 |
| 8.  | "Papi"                | Kenzie                     | Kenzie, LDN Noise, Shaun, Ylva Dimberg                                                            | 3:05 |
| 9.  | "Cash Me Out"         | Kenzie                     | David Dawood, Mark Pellizzer                                                                      | 3:21 |
| 10. | "When I'm Alone"      | Jo Yoon-kyung              | Bonnie McKee, Carly Rae Jepsen, Matt Radosevich, Steve Robson, Hwang Hyun (MonoTree)              | 3:23 |